# Per Källén
Per Källén, född 1962 i Uppsala, är en svensk läkare och författare. Han har skrivit tre deckare med rättsmedicinläkaren David Lagerquist som huvudperson. I Källéns fjärde bok, Adipocere, axlas huvudrollen av Lagerquists doktorand Tomako Tamura.
Efter läkarutbildningen i Uppsala har Per Källén arbetat på Akademiska sjukhuset i Uppsala och som överläkare vid medicinkliniken på länssjukhuset i Kalmar där han varit bosatt tillsammans med sin fru, som också är läkare, och deras fyra barn.  